# Projet de référendum sur l'indépendance de Chuuk
Vous lisez un « bon article » labellisé en 2022.
Un référendum sur l'indépendance de l'État de Chuuk, un temps envisagé pour 2015, reporté à 2019, à 2020 puis à 2022 et finalement abandonné, était prévu pour avoir lieu dans l'État de Chuuk, aux États fédérés de Micronésie.
L'État de Chuuk, fortement endetté, est le plus peuplé des quatre États des États fédérés de Micronésie et représente, avec 50 000 habitants, environ 50 % de la population du pays. Mécontent de la répartition des subsides offerts par le Traité de libre-association qui lie les États fédérés de Micronésie et les États-Unis, le gouvernement chuukois crée en 2012 la Chuuk state political status commission (CPSC) chargée d'étudier les différentes possibilités quant à la souveraineté future de l'État de Chuuk. L'indépendance est jugée la plus à même de répondre aux besoins et un référendum auprès de la population de l'État est projeté. Un tel vote est combattu par le gouvernement fédéral et une partie de l'électorat chuukois. Sa constitutionnalité fait débat.
La campagne pour le « oui » argue que l'indépendance permettrait une élection par scrutin direct du président du pays, un contrôle sur les affaires étrangères la concernant, la possibilité d'instaurer des impôts ou des taxes pour abonder substantiellement le budget, une meilleure croissance économique et de meilleures infrastructures grâce à une amélioration de l'efficacité dans l'action. Il est espéré que le nouveau pays puisse signer un traité de libre-association, plus en accord avec les besoins de Chuuk, avec les États-Unis. Toutefois, l'administration américaine fait savoir qu'aucun traité de ce type ne serait signé avec la nouvelle entité et que les Chuukois vivant sur le territoire américain seraient expulsés.
Les opposants arguent de l'illégalité du référendum et craignent un trucage du vote. Ils avancent que l'idée de sécession n'est utilisée que pour servir les intérêts d'une partie de la classe politique, pointent la méconnaissance et l'impréparation des leaders chuukois sur les implications politiques, économiques et migratoires de l'indépendance, la perte financière qu'impliquerait la sortie du Traité de libre-association.

## Contexte

### Du Territoire sous tutelle des îles du Pacifique à l'indépendance des États fédérés de Micronésie

Carte des États fédérés de Micronésie avec l’État de Chuuk en orange.

L’État de Chuuk, avec près de 50 000 habitants, est le plus peuplé des quatre États des États fédérés de Micronésie et représente environ 50 % de la population du pays (105 000 habitants). Ces quatre États, Chuuk, Pohnpei, Kosrae et Yap, passés sous contrôle des États-Unis en 1944, sont administrés par ce pays en tant que Territoire sous tutelle des îles du Pacifique, dans le cadre d'un mandat de l'ONU reçu en 1947. Un référendum tenu en 1978 dote ces quatre États d'une constitution et d'un gouvernement fédéral. Les États fédérés de Micronésie accèdent finalement à l'indépendance en 1986, la même année que l'approbation par le parlement américain du Traité de libre-association, renouvelé pour vingt ans en 2003, accord liant les îles Marshall, les Palaos et les États fédérés de Micronésie avec les États-Unis. D'une très grande importance géostratégique pour les Américains, il est jugé déséquilibré pour les Micronésiens par le politologue américain  Andrew Korybko, basé à Moscou.

### La question financière
L'État de Chuuk, endetté à hauteur de 37 millions de dollars en 2018, possède des routes en mauvais état et une faible croissance économique. Plus de 30 % de ses recettes provient de l'argent redistribué par le gouvernement des États fédérés de Micronésie lui-même financé à hauteur d'environ 65 % par le traité de libre-association,,. De 1987 à 2003, les États fédérés de Micronésie ont reçu plus de 1,5 milliard de dollars d’aide au titre du premier pacte et reçoivent toujours une aide économique dans le cadre du second. 82 millions de dollars sont encore attendus avant 2023. Les États-Unis gèrent également dans ce cadre les questions relatives à la défense et aux affaires étrangères et autorisent les citoyens micronésiens à vivre, travailler et étudier dans n’importe quelle partie des États-Unis sans visa. Ils ont en contrepartie accès à la terre, à l’espace aérien et à la mer des États fédérés de Micronésie à des fins militaires, permettant un accès stratégique aux lignes de communication qui s'étendent à la mer de Chine orientale et méridionale,,. Un nombre important de Micronésiens s'est engagé dans l'armée américaine.

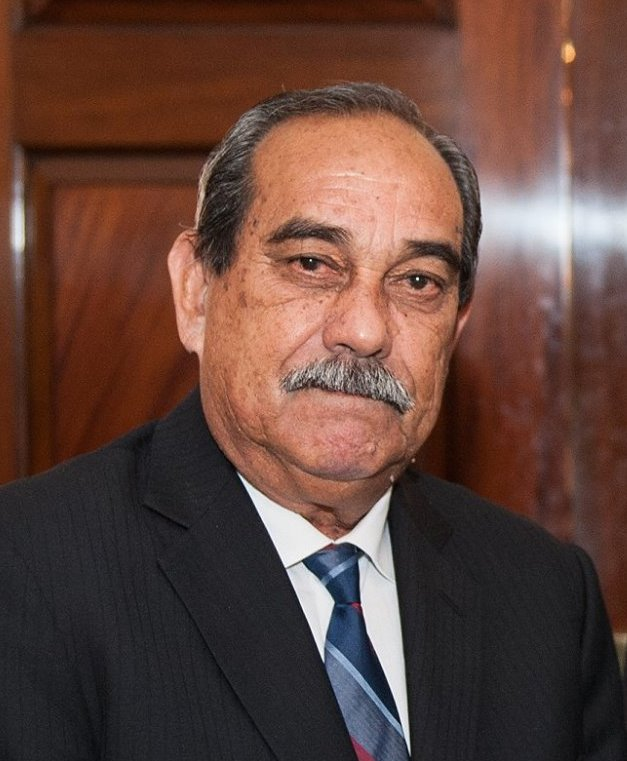
Peter Christian, président des États fédérés de Micronésie de 2015 à 2019, souhaitait un maintien de la relation bilatérale avec les États-Unis.

D'après le journaliste guaméen Mar-Vic Cagurangan, il existe à Chuuk un sentiment d'amour-haine envers les États-Unis, ce qu'illustrent certains atermoiements politiques. Ainsi, en 2011, une résolution parrainée par le sénateur Peter Christian au Congrès des États fédérés de Micronésie a pour objectif d'obtenir la résiliation du pacte d'association. Mais une fois élu président en mai 2015, Christian change d'avis et déclare que les États fédérés de Micronésie restent engagés dans cette relation bilatérale. Le 19 novembre 2015, la délégation de Chuuk au Congrès parraine néanmoins une résolution identique à celle de 2011. Le non-renouvellement du traité, en 2023, priverait la marine américaine de ses droits et pourrait permettre à la Chine, qui porte un très grand intérêt à la région de Micronésie, et qui a les moyens politiques et financiers de transformer les trois pays micronésiens signataires du traité en États-providence, de nouer des accords pour y faire circuler ses navires.

## La création de laChuuk state political status commissionet le projet de référendum
Mécontent de la répartition des ressources financières offertes par le Traité de libre-association, en 2012, le gouvernement de l'État de Chuuk intronise par une loi (no 11-12-08) une commission, la Chuuk state political status commission (CPSC : commission du statut politique de l'État de Chuuk), chargée d'étudier les différentes possibilités quant à la souveraineté future de l'État,,. Sa création contrevient, selon l'ancien président micronésien John Haglelgam, à la section 3 de l'article XIII de la constitution nationale qui oblige les États à promouvoir les principes d'unité.
Dans son rapport rendu en 2014, les quatre scénarios envisagés par la CPSC sont : le statu quo ; l'intégration en tant que territoire non incorporé des États-Unis d'Amérique ; le rattachement aux États-Unis en tant que nouvel État ; ou l’indépendance totale. Les deuxième et troisième possibilités sont jugées irréalistes, la deuxième en raison du manque de contrôle politique qui en résulterait, la troisième à cause de l'augmentation aux États-Unis des sentiments contre l'immigration et la poursuite des engagements militaires à l'étranger. Le statu quo est rejeté en raison de la stagnation qu'elle entraînerait pour l'État. Par conséquent, l'indépendance est souhaitée.
La commission établit dans son rapport de 2014 un calendrier pour arriver jusqu'à l'indépendance complète,. Le premier évènement est l'organisation d'une session extraordinaire de l'Assemblée législative de Chuuk pour :
- examiner le travail de la CPSC en vue de l'indépendance, tel qu'il est reflété dans son rapport officiel ;
- prolonger la vie de la commission par le processus d'indépendance ;
- voter des fonds pour l'organisation d'un sommet rassemblant les maires et les présidents du Conseil[R 1].

La seconde étape est une invitation adressée aux observateurs de l'ONU. Elle précède l'organisation du référendum prévu en mars 2015. En cas de vote pour l'indépendance, la quatrième étape est la promulgation, durant le mois d'avril suivant, d'une loi établissant une Convention constitutionnelle. Elle serait chargée de l'élaboration d'une constitution jusqu'en octobre. Celle-ci serait diffusée auprès de la population et soumise à son vote en mars 2017. L'indépendance serait ensuite déclarée par le nouveau gouverneur élu au même moment.
Les conclusions du rapport sont adoptées par le gouvernement de l'État de Chuuk qui décide de l'établissement d'un référendum le 3 mars 2015, suivant en cela le calendrier établi par la commission. Conformément à la législation en vertu de laquelle elle a été créée, la CPSC est dissoute le 31 mars 2016, mais elle continue cependant de s'exprimer comme si elle existait toujours.

## Débats

### Légalité de l'éventuel processus d'indépendance
Les dirigeants du mouvement indépendantiste soutiennent que la constitution fédérale n'est rien de plus qu'un document pratique précédemment utilisé pour faciliter les souhaits antérieurs de fédération. Ils affirment que Chuuk a le droit de déclarer son indépendance en vertu du droit international suivant l'exemple du Kosovo, et qu'aucune disposition de la Constitution des États fédérés de Micronésie n’empêche un État de faire sécession. Le politologue américain Andrew Korybko juge que la campagne pour l’indépendance représente une menace réelle pour l’unité des États fédérés de Micronésie, d'autant plus que cette unité n’est pas inscrite dans la Constitution et permet donc légalement la sécession d'un État. Ce point de vue n'est pas partagé par la plupart des experts,, ni par le président micronésien Emanuel Mori qui fait campagne contre l'indépendance de l'État de Chuuk, ni par l'ancien président John Haglelgam, ni par l'assistant du ministre de la Justice Joses Gallen. Ces trois derniers, s'appuyant sur la section 3 de l'article XIII de la Constitution des États fédérés de Micronésie, spécifiant l'unité des États sous la constitution, affirment que la sécession n'est pas possible,,. Selon le président en exercice, un vote « oui » conduirait probablement à une longue bataille constitutionnelle et juridique. En avril 2016, son mandat terminé, Emanuel Mori reste d'avis que la nation doit rester unie et met en avant la nécessité pour Chuuk de passer par une voie légale comme le permet la Constitution, le « raccourci » emprunté lui paraissant dangereux.

### Aspects économiques
Début 2015, la campagne pour le « oui » se fonde sur les arguments établis par la Chuuk State Political Status Commission. Celle-ci argue que l'indépendance permettrait une élection par scrutin direct du président du pays, alors qu'actuellement le président des États fédérés de Micronésie est choisi par le Congrès au sein duquel l'État de Chuuk est, d'après elle, sous-représenté — six sénateurs sur quatorze —, sa population correspondant à près de la moitié de celle de la fédération. La commission constate l'absence de contrôle des autorités de Chuuk sur les affaires étrangères la concernant, ce qu'elle juge être une mauvaise répartition des financements au sein de la fédération — Chuuk très peuplé n'en recevant pas assez — qui aboutit à un sentiment d'inégalité et à des tensions culturelles, et l'impossibilité de contrôler son budget par l'instauration d'impôts ou de taxes,,. Pour le politologue Gonzagua Puas, la mauvaise division du gâteau économique est une vieille rhétorique locale. Près de 40 millions de dollars par an sont espérés par la vente de licences et autres revenus liés à l'exploitation de ce qui deviendrait sa zone économique exclusive. La commission prévoit que les recettes fiscales seraient également augmentées puisque les taxes ne seraient plus divisées entre l'ensemble des États et qu'il serait possible de créer une taxe sur la valeur ajoutée que le Congrès fédéral n'a pas réussi à mettre en œuvre. La commission juge que le statut actuel est la cause de la très faible croissance de l'État et du manque d'infrastructures de communication et de transport. L'indépendance permettrait à Chuuk d'avoir un accès plus aisé aux fonds d'aide et de se concentrer sur ses propres priorités en étant ainsi plus efficace dans son action,.
La volonté d'indépendance manifestée en 2015 surprend les experts car la question n'avait jusqu'alors pas été discutée publiquement et parce qu’il n’existe pas selon eux de plan crédible pour un Chuuk économiquement viable. Pour la plupart d'entre eux, une déclaration d'indépendance laisserait probablement Chuuk sans sa part des avantages dont il bénéficie actuellement dans le cadre du traité de libre-association,. Certains spécialistes pensent qu'il s'agit d'un coup de bluff pour améliorer la position des États fédérés de Micronésie lors des pourparlers en cours sur le renouvellement du traité de libre-association. Interrogé en avril 2016, Jerry Finin, directeur du Forum du développement des îles du Pacifique, pense que le gouvernement central joue un rôle trop important dans le financement des activités des États. L’autonomie pourrait être plus grande. Il doute que les États-Unis élaborent un nouveau traité avec les Chuukois une fois indépendants, si le gouvernement central les laisse faire, et que ceux-ci soient en meilleure position financière une fois indépendants. Des jeunes chuukois craignent que leur capacité à vivre et à travailler aux États-Unis ainsi que le permet le traité actuel ne soit compromise. L'opposant à l'indépendance Vid Raatior, fondateur du Chuuk Reform Movement pointe l'absence de calendrier clair et réaliste pour conduire à la sécession, l'absence de moyens financiers et de leaders, la méconnaissance et l'impréparation des membres indépendantistes de la commission concernant les questions pratiques et l'organisation du futur État, les futures relations économiques, culturelles et migratoires — dont la question des expatriés — avec les États-Unis. Le traité de libre-association accorde aux États fédérés de Micronésie jusqu'en 2023 de nombreux avantages. Le futur pays les perdrait automatiquement et il n'est pas sûr qu'il puisse en obtenir de similaires et pas forcément très rapidement,,,,,.

### Liens avec les États-Unis

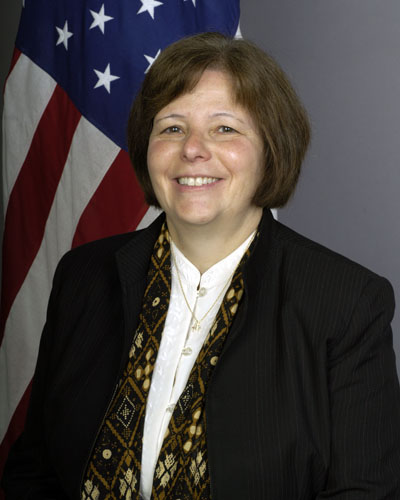
L'ambassadrice américaine Dorothea-Maria Rosen affirme ne pas vouloir intervenir dans les affaires internes à la Micronésie.

Sabino Asor, président de la CPSC, également procureur général de Chuuk, souhaite qu'une fois indépendant le pays puisse signer un traité, plus en accord avec les besoins de Chuuk, avec les États-Unis, considérés comme un partenaire majeur dans les domaines financiers et sécuritaires. Début 2015, sur la base d'une rencontre organisée par un agent consulaire américain afin de s'informer des évènements en cours, le porte-parole de la CPSC affirme que les États-Unis soutiennent le processus d'indépendance et veulent signer un traité avec Chuuk. Ces déclarations sont infirmées par les autres membres de la commission,. L'ambassadrice des États-Unis en Micronésie Dorothea-Maria Rosen dément avoir mené ou fait mener une discussion avec la commission concernant la sécession de Chuuk. Elle rappelle à cette occasion la politique de non-interférence américaine dans les affaires micronésiennes,.
Début août 2018, Robert Riley, le nouvel ambassadeur des États-Unis, à la suite de sa prédécesseure, annonce que son pays ne prendra pas position mais souligne qu'il est important que les Chuukois soient avertis qu'il n'y aurait pas de traité de libre-association entre son pays et un éventuel État indépendant de Chuuk. L'État perdrait ainsi le droit à toute aide américaine, la garantie d'une protection militaire américaine, et le droit pour ses citoyens de s'établir aux États-Unis. Ceux déjà présents sur place seraient renvoyés chez eux. L'ambassadeur ajoute que les programmes éducatifs, les subventions aux soins de santé et l'aide d'urgence disparaîtraient également. Selon Riley, le traité est un document unique, héritier des circonstances exceptionnelles issues de la Seconde Guerre mondiale et exclusif aux anciennes régions du Territoire sous tutelle des îles du Pacifique : « Il ne sera répété avec aucun autre pays ni aucune autre entité dans le monde »,.
À la suite de cette déclaration, l'ancien président des États fédérés de Micronésie Manny Mori fait valoir que l'indépendance de Chuuk, et donc sa sortie du traité bilatéral, entraînerait l'expulsion de 30 000 Chuukois vivant aux États-Unis ou sur des bases militaires américaines et la fin de très nombreux programmes d’assistance. Elle ne permettrait pas non plus à Chuuk de bénéficier du FSM Compact Trust Fund, un fonds disponible en cas de besoins lorsque la dotation annuelle a été dépensée. L'absence de pacte avec les États-Unis met en évidence, selon Gonzagua Puas, l'absence de modèle économique plausible et d'indépendance vis-à-vis des aides étrangères. La sécession pourrait conduire certains à devenir citoyens américains, notamment les parents d'enfants malades et handicapés et ayant besoin de soins constants. 
La déclaration américaine est considérée par Sabino Asor comme une ingérence des États-Unis dans le processus politique micronésien destinée à décourager les électeurs de voter pour l'indépendance. Il affirme que le traité de libre-association est un signe de l'échec des États-Unis à assumer leurs obligations d'assurer le développement durable des États fédérés de Micronésie et un moyen de les reporter indéfiniment. Ce traité participe, d'après lui, d'une stratégie visant à « détruire les sociétés et les cultures micronésiennes, à déplacer les insulaires dans les centres urbains ou aux États-Unis, à les rendre dépendants de l’assistance américaine et à assurer un contrôle stratégique permanent des États-Unis sur la région »,. Il apparaît, sur le terrain local, que les propos de l'ambassadeur des États-Unis sont passés sous silence et que la CPSC induit le public en erreur, affirmant que les États-Unis changeront d'avis.
Le politologue Andrew Korybko constate que, bien que les États-Unis soient généralement favorables voire encouragent les processus de balkanisation en Asie, estimant qu'ils facilitent leurs stratégies, ils sont opposés à la sécession de Chuuk. Il leur est, d'après lui, plus facile de gérer par l'intermédiaire du traité seulement trois relations bilatérales (Palaos, Îles Marshall, États fédérés de Micronésie) et ainsi de contrôler les ambitions de la Chine. Andrew Korybko juge que les États-Unis auraient dû déployer davantage d’efforts pour développer sincèrement le potentiel socio-économique des États fédérés de Micronésie, et ainsi éviter de s'attirer les foudres des Chuukois. Il serait encore possible aux Américains d’empêcher un résultat négatif du vote et ainsi d'éviter une dégénérescence en une crise internationale à part entière. Des analystes pensent que Chuuk pourrait se tourner vers la Chine à qui serait confiée la responsabilité de la défense et de la politique étrangère de Chuuk, intensifiant la concurrence déjà tendue entre Pékin et Washington dans le Pacifique. Une base militaire chinoise pourrait alors être installée dans l'immense lagon de Chuuk, qui a déjà accueilli des navires japonais lors de la Seconde Guerre mondiale. Depuis plusieurs années, la Chine porte un grand intérêt à la région de Micronésie dans le cadre d'une vision politique et économique globale, dont l'octroi de prêts à faible taux d'intérêt pour des projets d'infrastructure en constitue une partie. Selon Andrew Korybko, le modèle chinois apparaît plus attrayant aux Chuukois que le modèle américain qui les condamne à une perpétuelle misère et les intègre à des considérations géostratégiques héritées de la guerre froide.

### Débats sur la viabilité politique d'une nation indépendante

Situation du district des îles Faichuk au sein du lagon de Truk.

En 2016, Emanuel Mori affirme que la CPSC est un organe composé des leaders déchus du séparatisme dans les îles Faichuk qui utilisent l'idée de la sécession pour servir leurs propres intérêts.
Vid Raatior, candidat au poste de sénateur au Congrès des États fédérés de Micronésie pour le vote de mars 2019, souhaite que le Congrès ne reste pas inactif face à ce qu'il juge comme un suicide. Il envisage, s'il est élu et en cas de vote « oui » majoritaire, de porter une loi permettant aux régions ayant unanimement voté contre la sécession, à son opinion toutes sauf celles des îles Truk qui s'exprimeraient pour, de rester et de former un nouvel État de Chuuk à la population réduite, mais plus organisé.
Le politologue Gonzagua Puas observe qu'en vertu de la Constitution de l'État de Chuuk, chaque municipalité a un droit inhérent à l'autodétermination et que l'argument utilisé par les tenants de l'indépendance pourrait être repris par les habitants des Mortlocks ou du nord-ouest de l’État.

## De report en report: un référendum qui ne voit pas le jour

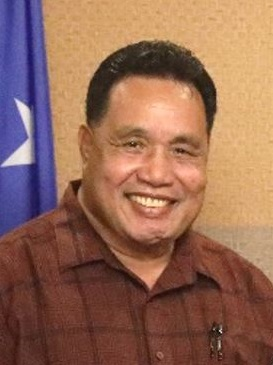
Le gouverneur de l'État de Chuuk, Johnson Elimo.

Le 27 janvier 2015, le président micronésien Manny Mori signe un décret établissant un groupe de travail sur l'unité nationale des États fédérés de Micronésie chargé de convaincre les Chuukois que l’indépendance n’est pas dans leur intérêt,. Le référendum sur l'indépendance de l'État de Chuuk devait se tenir le 3 mars 2015, le même jour que les élections législatives nationales. Fin février, il est toutefois reporté indéfiniment par le gouverneur de l'État Johnson Elimo qui annonce que l'impression des bulletins de vote ne peut pas être effectuée à temps,, que des lacunes sont présentes dans les travaux de la commission et qu'une plus grande consultation et une meilleure sensibilisation des Chuukois sont nécessaires. À la suite de ce revirement, le président micronésien Manny Mori suspend les travaux du groupe de travail créé à son initiative et annonce vouloir proposer une réunion entre les gouvernements des États fédérés de Micronésie, de Chuuk et des États-Unis afin de « s’attaquer aux problèmes sous-jacents soulevés par l’État de Chuuk lors du mouvement de sécession initié ». L'action de Manny Mori et un mécontentement public généralisé quant à la conduite des travaux du CPSC sont à l'origine de ce coup d'arrêt. Des Chuukois pointent le défaut d'informations sur les avantages et inconvénients.
Mi-2018, les autorités de Chuuk prévoient la tenue du référendum le 5 mars 2019, le même jour que les élections générales. Environ 45 000 électeurs sont appelés à voter. Ceux-ci sont divisés sur la question. La majorité absolue est nécessaire pour faire avancer le processus et si le « non » l'emporte, la commission prévoit de continuer à œuvrer pour convaincre. Durant l'été 2018, les partisans de l'indépendance revendiquent plus de 50 % de soutien. Des expatriés craignent ou pensent que le vote sera truqué. Manny Mori en envisageait la possibilité deux ans plus tôt. Des opposants affirment que les habitants de Chuuk sont soumis à un lavage de cerveau institué par l'administration chuukoise dans le cadre de « séances d'éducation ».
Durant l'été 2018, Johnson Elimo tente de faire avancer le référendum de mars à janvier. La CPSC dépose une loi en ce sens à la chambre législative de Chuuk qui doit l'examiner le 27 août. Le texte inclurait également un projet de budget pour le nouveau pays, un programme d'éducation du public et l'organisation d'une convention constitutionnelle. L'opposition voit dans l'avancée de la date un moyen pour les partisans du « oui » de ne pas permettre aux Chuukois expatriés, majoritairement contre la sécession, de s'organiser pour pouvoir venir voter. Au Congrès des États fédérés de Micronésie, le sénateur chuukois Robson Romolow dépose une résolution qui, se basant sur des arguments de l'opposition, demande à Johnson Elimo de reconsidérer la tenue du référendum. Elle n'est pas examinée par le Congrès.
Courant février 2019, le vote est retardé afin d'analyser plus précisément les implications constitutionnelles. Le porte-parole du gouvernement fédéral ajoute que la nécessité de laisser plus temps à la diffusion de l'information sur les conséquences du référendum est une autre raison. En janvier 2020, une Convention constitutionnelle micronésienne, interrompue par la pandémie de Covid-19, propose un amendement introduisant dans l'article XIII de la constitution l'interdiction de faire sécession,. En février, l'idée d'un référendum est reportée de deux ans. En janvier 2022, elle semble avoir été abandonnée.